# Hajdu Steve
Hajdu István (művésznevén Hajdu Steve) (Debrecen, 1971. január 9. –) magyar színész, rádiós műsorvezető.

## Élete
Általános iskolai tanulmányait Hortobágyon végezte, majd a debreceni Ady Endre Gimnázium diákja lett. Főiskolai tanulmányait a Színház- és Filmművészeti Főiskolán végezte 1991–1995 között.
1990-től a Veszprémi Petőfi Színház stúdiósa volt.
1995–1998 között az Új Színház színésze volt. 1998-tól a Vígszínház tagja, később szabadúszó.
2012 márciusától 2013-ig a Music FM rádióadó Önindító című műsorát vezette Harsányi Leventével és Pordán Petrával.
2015-ben a Monty Python: Nem a messiás – Csak egy haszontalan fiú c. darabjában énekelte Eric Idle szerepeit.

## Színházi szerepei
- Duzzog (Vörösmarty Mihály: Csongor és Tünde)
- Fábián (Szép Ernő: Patika)
- Tiszti szolga (Molnár Ferenc: Üvegcipő)
- Postás (Radicskov: Január)
- Forlipopoli őrgróf (Carlo Goldoni: Mirandolina)
- Justin (Labiche: Gyilkosság villásreggelivel)
- Trincullo (William Shakespeare: Vihar)
- Osrick (Shakespeare: Hamlet, dán királyfi)
- Balthazár (Shakespeare: Sok hűhó semmiért)
- Próbakő (Shakespeare: Ahogy tetszik)
- Lepidus (Shakespeare: Antonius és Kleopatra)
- Tábori pap (Bertolt Brecht: Kurázsi mama és gyermekei)
- Nathanel (Shakespeare: Lóvátett lovagok)
- Julian (Helmann: Rejtett játékok)
- Luzsin (Dosztojevszkij: Bűn és bűnhődés)
- Charlie Conlon (Mari Jons: Kövekkel a zsebében)
- Cár (Kárpáti: Pájinkás János)
- Walsh atya (Mcdonath: Vaknyugat)
- Porthos (Id. Alexandre Dumas: Három testőr)
- Doktor (Woody Allen: Kleiman és a halál)
- Ross (Jeff Barron: Szép jóestét Mr Green)
- A polgármester (Shakespeare: Szószegő szerelmesek)
- Jim (Closette: Marathon)
- Csapos (Molnár Ferenc: Delila)
- A férj (Molière: Botcsinálta doktor)
- Doristeo (Shakespeare: Makrancos Kata)
- Karl (Sven Regener: Berlin Blues)
- Estragon (Samuel Beckett: Godot-ra várva)
- Stenning őrmester (Anthony Shaffer: Gyilkos)
- Sir Lancelot, Francia gúnyolódó, Fő-NI lovag, Tim, a varázsló: Spamalot
- Stan/Loretta (Idle – Du Prez: Nem a messiás – Csak egy haszontalan fiú)

## Filmjei

### Játékfilmek
- Zsötem (1992)
- El nino – A kisded (1999)
- Rinaldo (2003)
- Libiomfi (2003)
- Madzag (2004)
- Világszám! (2004)
- Magyar vándor (2004)
- Ég veled! (2005)
- Egy szoknya, egy nadrág (2005)
- Magyar elsők (2005)
- Csak szex és más semmi (2005)
- De kik azok a Lumnitzer nővérek? (2006)
- Az igazi mikulás (2006)
- Egy bolond százat csinál (2006)
- Üvegtigris 2. (2006)
- Csapás (2006)
- Konyec – Az utolsó csekk a pohárban (2007)
- Szakácskirály (2008)
- Presszó (2008)
- Papírkutyák (2009)
- Zimmer Feri 2. (2010)
- Magic Boys (2010)
- Liza, a rókatündér (2015)
- Gondolj rám (2016)
- Szimpla manus (2022)
- Budafok Yard (2024)[2]
- Bolond Istók (2024)

### Tévéfilmek
- Mohács (1995)
- Áldott állapot (1998)
- Kisváros (1998–1999)
- Pizzás (2001)
- Capitaly (2002)
- Pasik! (2002)
- Hotel Szekszárdi (2002)
- Lili (2003)
- Kaffka Margit és Bauer Henrik (2003)
- Büszke lehetsz a fiadra (2003)
- Tea (2003)
- Szeret, nem szeret (2003)
- A Pál utcai fiúk (2003)
- Csaó bambinó (2005)
- Egy rém rendes család Budapesten (2006)
- Drága örökösök (2019–2020)
- Jóban Rosszban (2021–2022)
- Pepe (2022)
- Drága örökösök – A visszatérés (2022–)

## Tévéműsorok
- Szinházi ajánlók (1996)
- Show-bálvány (1999)
- Miénk a kép (1999)
- Nyolc mesterlövész (2000–2001)
- Citrom (2001–2002)
- Dili-Buli (2003)
- Szeszélyes évszakok (2004)
- Klaudia show (2004)
- Esti Showder Fábry Sándorral (2004)
- Bajor-show (2004)
- Szeszélyes (2006-2007)
- Heti Hetes (2007-2016)
- Reggeli (2010)
- Kisdumások (2016)
- A Konyhafőnök VIP (2017)
- Szenzációs Négyes (2018)
- #Bochkor (2018–)
- Bréking (2020, 2021) (műsorvezető)
- Ébredj velünk (2021) (műsorvezető)

## Szinkronszerepei
- A tizedik királyság: Clayface the Goblin – Jimmy Nail
- Bátor, a gyáva kutya: Katz
- Szezám utca: Ernie
- Törtetők: Ari Gold – Jeremy Piven
- GSG 9 – Az elit kommandó: Gebhard Schurlau – Marc Benjamin Puch
- Védelmi jog: Matteo Rossi – Carlo Giuseppe Gabardini
- Asterix – Az istenek otthona: Prospectus szenátor – Alain Chabat
- A mentalista: Wayne Rigsby – Owain Yeoman
- Pasifaló: Andy Franklin – Jim Gaffigan
- 112: Peter Wells – Mats Reinhardt
- Wolfblood: Daniel Smith – Marcus Garve
- Archer: Cyril Figgis – Chris Parnell
- A cipőbűvölő: Schneider (as Adam Shapiro)
- Játsszunk a Szezám utcában: Ernie Steve Whitmire-John Tartaglia
- A legboszibb boszi: Agamemnon - Todd Allen Durkin
- Boszi akadémia: Agamemnon - Todd Allen Durkin
- Stranger Things: Ted Wheeler - Joe Chrest
- Doktor Hekimoğlu: Orhan Yavuz – Okan Yalabık

## Díjai
- Ruttkai Éva-emlékdíj (2001)
- Hegedűs Gyula-emlékgyűrű (2004)

## Családja
Nős, felesége 2003 óta a brit származású Alexandra Prest.